# Les Cendres du temps
Ne doit pas être confondu avec La Poussière du temps.
Pour plus de détails, voir Fiche technique et Distribution.
Les Cendres du temps (Dung che sai duk) est un film hongkongais réalisé par Wong Kar-wai, sorti en 1994.

## Synopsis
L'histoire de la jeunesse tumultueuse de Feng et de Hung Chi, deux héros d'arts martiaux, lorsque l'amour les consumait bien davantage que l'ambition de devenir célèbres.

## Fiche technique
- Titre : Les Cendres du temps
- Titre original : Dung che sai duk (東邪西毒)
- Titre anglais : Ashes of Time
- Réalisation : Wong Kar-wai
- Scénario : Wong Kar-wai, librement adapté du roman de wuxia La Légende du héros chasseur d'aigles (en) de Jin Yong
- Production : Tsai Sung-lin
- Musique : Frankie Chan
- Photographie : Christopher Doyle
- Montage : William Chang et  Patrick Tam
- Décors : William Chang
- Costumes : William Chang
- Pays d'origine : Hong Kong
- Format : Couleurs - 1,85:1 - Stéréo - 35 mm
- Genre : Drame
- Durée : 100 minutes
- Dates de sortie :
  - Italie : 12 septembre 1994 (Mostra de Venise 1994)
  - Hong Kong : 17 septembre 1994
  - France : 4 décembre 1996

## Distribution
- Brigitte Lin : Mu-rong Yin
- Leslie Cheung : Ou-yang Feng
- Maggie Cheung : La femme
- Tony Leung Chiu-wai : Le guerrier aveugle
- Jacky Cheung : Hung Chi
- Tony Leung Ka-fai : Huang Yao-shi
- Charlie Yeung : La jeune fille
- Carina Lau : Fleur de Pêche
- Li Bai : La femme de Hung Chi

## Autour du film
- Le film est tiré du roman La Légende du héros chasseur d'aigles, de Louis Cha (également connu sous le nom de Jin Yong).
- La même année, le cinéaste remporta les Hong Kong Awards du meilleur film et du meilleur réalisateur pour Chungking Express.
- Une nouvelle version du film, intitulée Les Cendres du temps redux, remontée par le réalisateur, fut présentée au Festival de Cannes 2008 et distribuée dans les salles françaises le 10 septembre 2008.

## Distinctions

### Sélection
- Mostra de Venise 1994 : sélection en compétition

### Récompenses
- Golden Horses Awards 1994 : Prix de la meilleure photographie et du meilleur montage.
- Hong Kong Film Awards 1995 : meilleure photographie, meilleure direction artistique et des meilleurs costumes et maquillages (William Chang).

### Nominations
- Hong Kong Film Awards 1995 : meilleur film, meilleure réalisation, meilleur scénario, meilleures chorégraphies (Sammo Hung), meilleur montage et meilleure musique.